# Теорема Джекобсона про щільність
В абстрактній алгебрі теорема Джекобсона про щільність є важливим результатом про властивості некомутативних кілець та модулів над ними. Теорема має застосування у теорії представлень груп та загальній теорії груп. Названа на честь американського математика Натана Джекобсона.

## Необхідні означення
Нехай {\displaystyle R} є кільцем з одиницею і {\displaystyle M} — R-модуль. Такий модуль називається простим, коли у нього немає нетривіальних підмодулів, тобто єдиними його підмодулями є {\displaystyle \{0\}} і {\displaystyle M}. Модуль називається точним, якщо {\displaystyle rM=\{0\}} виконується лише для {\displaystyle r=0}. 
Позначимо {\displaystyle \mathrm {End} _{R}(M)} множину R-ендоморфізмів модуля {\displaystyle M}. На {\displaystyle M} можна ввести множення кільця {\displaystyle D=\mathrm {End} _{R}(M)} як
{\displaystyle \alpha \cdot m:=\alpha (m)}   де   {\displaystyle \alpha \in \mathrm {End} _{R}(M),m\in M}
і тоді {\displaystyle M} буде {\displaystyle \mathrm {End} _{R}(M)}-модулем на якому можна розглядати {\displaystyle \mathrm {End} _{R}(M)}-лінійні відображення.
{\displaystyle R}-лінійність ендоморфізмів {\displaystyle \alpha \in \mathrm {End} _{R}(M)} означає, що
{\displaystyle \alpha (rm)=r\alpha (m)}   для всіх   {\displaystyle r\in R,m\in M,\alpha \in \mathrm {End} _{R}(M)}.
Позначивши {\displaystyle \ell _{r}} відображення лівого множення елементів {\displaystyle M} на елемент {\displaystyle r\in R},  з попереднього рівняння одержуємо, що кожна {\displaystyle \ell _{r}} є {\displaystyle \mathrm {End} _{R}(M)}-лінійним відображенням. Загалом натомість {\displaystyle \ell _{r}} не є {\displaystyle R}-лінійним якщо {\displaystyle R} не є комутативним кільцем.

## Теорема Джекобсона про щільність

### Твердження теореми
Нехай {\displaystyle R} є кільцем з одиницею (загалом некомутативним), {\displaystyle M} — простий точний лівий {\displaystyle R}-модуль і {\displaystyle \varphi } є {\displaystyle \mathrm {End} _{R}(M)}-лінійним відображенням.
Тоді для кожної скінченної множини елементів {\displaystyle m_{1},\ldots ,m_{n}\in M}, що є лінійно незалежними над {\displaystyle D=\mathrm {End} _{R}(M)} існує такий елемент {\displaystyle r\in R}, що {\displaystyle \varphi (m_{i})=rm_{i}} для всіх {\displaystyle i=1,\ldots ,n}.
Іншими словами для D-лінійно незалежних елементів {\displaystyle m_{1},\ldots ,m_{n}\in M} і довільних елементів {\displaystyle y_{1},\ldots ,y_{n}\in M} існує такий елемент {\displaystyle r\in R}, що {\displaystyle y_{i}=rm_{i}.}

### Доведення теореми
Нехай {\displaystyle X\subset M} — скінченна підмножина і {\displaystyle I=\mathrm {ann} _{R}(X)} — анулятор підмножини. Нехай елемент {\displaystyle m\in M}, такий що {\displaystyle Im=0}. Тоді {\displaystyle m} належить {\displaystyle D}-лінійній оболонці множини {\displaystyle X.}
Справді якщо {\displaystyle X=\emptyset }, то {\displaystyle I=R} і {\displaystyle m=0}, тож {\displaystyle m} належить лінійній оболонці порожньої множини. Нехай тепер {\displaystyle X\neq \emptyset } і доведення можна здійснити індукцією по {\displaystyle |X|}. 
Нехай {\displaystyle x\in X} і позначимо {\displaystyle Y=X-\{x\}}. Нехай {\displaystyle J=\mathrm {ann} _{R}(Y)}. Зауважимо що {\displaystyle I=J\cap \mathrm {ann} _{R}(x)}. Якщо {\displaystyle J\subseteq \mathrm {ann} _{R}(x)}, тоді {\displaystyle J=I} і тому {\displaystyle Jm=0}. Згідно припущення індукції у цьому випадку {\displaystyle m} належить {\displaystyle D}-лінійній оболонці множини {\displaystyle Y} і відповідно і {\displaystyle D}-лінійній оболонці множини {\displaystyle X}. Тому надалі можна вважати що {\displaystyle Jx\neq 0}. Множина {\displaystyle J\subset R} є лівим ідеалом і тому {\displaystyle Jx} є  {\displaystyle R}-підмодулем у {\displaystyle M}. Оскільки {\displaystyle M} є простим модулем, то  {\displaystyle Jx=M}. 
Тепер введемо відображення {\displaystyle \alpha :M\to M}. Оскільки {\displaystyle Jx=M}, то кожен елемент у {\displaystyle M} рівний {\displaystyle jx} для деякого {\displaystyle j\in J}. Тоді візьмемо {\displaystyle \alpha (jx)=jm}. Дане означення є несуперечливим адже якщо {\displaystyle jx=kx} для {\displaystyle j,k\in J}, тоді {\displaystyle (j-k)x=0} і звідси {\displaystyle j-k\in J\cap \mathrm {ann} _{R}(x)=I}. Тому згідно умови також{\displaystyle (j-k)m=0}.  
Далі доведемо, що {\displaystyle \alpha \in D}. Це відображення є очевидно адитивним, і тому потрібно перевірити, що воно є {\displaystyle R}-ендоморфізмом. Нехай {\displaystyle r\in R} і {\displaystyle z\in M} і запишемо {\displaystyle z=jx} для деякого {\displaystyle j\in J}. Оскільки {\displaystyle rj\in J}, то {\displaystyle \alpha (rz)=\alpha (rjx)=rjm=r\alpha (jx)=r\alpha (z)}. Тому {\displaystyle \alpha \in \mathrm {End} _{R}(M)=D}. Для завершення цієї частини доведення достатньо показати, що {\displaystyle m-\alpha (x)} належить {\displaystyle D}-лінійній оболонці множини {\displaystyle Y}. Згідно припущення індукції, це твердження рівнозначне тому, що {\displaystyle J(m-\alpha x)=0}. Нехай {\displaystyle j\in J} , тоді {\displaystyle j(m-\alpha x)=jm-j\alpha x=j\alpha x-\alpha (jx)=0}, що й треба було довести.
Повертаючись тепер до загального результату, доведення будемо здійснювати індукцією по {\displaystyle |X|}. Нехай, як і вище, {\displaystyle x\in X} і позначимо {\displaystyle Y=X-\{x\}}. Згідно припущення індукції існує такий елемент {\displaystyle s\in R}, що {\displaystyle \varphi (y)=sy,\;\forall y\in Y}. Позначимо {\displaystyle I=\mathrm {ann} _{R}(Y)}. Для всіх {\displaystyle i\in I} елемент {\displaystyle r=s+i} задовольняє рівності {\displaystyle \varphi (y)=ry,\;\forall y\in Y}. Тому для завершення доведення потрібно підібрати {\displaystyle i\in I} так щоб також {\displaystyle \varphi (x)=rx}. 
Але оскільки {\displaystyle x} є {\displaystyle D}-лінійно незалежним від {\displaystyle Y} то з попереднього {\displaystyle Ix\neq 0}. Як і в доведенні вище звідси {\displaystyle Ix=M}, тому можна вибрати {\displaystyle i\in I}, такий що {\displaystyle ix=\varphi (x)-sx}, що завершує теорему Джекобсона про щільність.

## Примітивні кільця
Кільце {\displaystyle R} з одиницею називається примітивним, якщо для нього існує точний, простий модуль. Згідно теореми Джекобсона про щільність, для примітивного кільця {\displaystyle R} існує тіло {\displaystyle D} і {\displaystyle D}-модуль {\displaystyle M} такий, що {\displaystyle R} є щільною підмножиною у {\displaystyle \mathrm {End} _{D}(M)}. За такий модуль можна взяти точний простий модуль {\displaystyle M}, який існує за означенням і тоді теж взяти {\displaystyle D=\mathrm {End} _{R}(M)}.
Ця властивість характеризує примітивні кільця, адже якщо {\displaystyle R\subset \mathrm {End} _{D}(M)} є щільним підкільцем для модуля {\displaystyle M} над тілом {\displaystyle D}, то {\displaystyle M} є точним простим {\displaystyle R}-модулем. Справді нульовий ендоморфізм є єдиним елементом {\displaystyle \mathrm {End} _{D}(M)} який переводить модуль {\displaystyle M} в нуль і оскільки {\displaystyle R} є підмножиною {\displaystyle \mathrm {End} _{D}(M)} то у цьому кільці може бути лише один елемент (а саме нульовий елемент) множення на який обнуляє модуль. Також оскільки {\displaystyle R} є щільним підкільцем і для будь-яких {\displaystyle m,n\in M} існує такий{\displaystyle \varphi \in \mathrm {End} _{D}(M)}, що {\displaystyle \varphi (m)=n} то існує такий {\displaystyle r\in R}, що {\displaystyle rm=n}. Тобто завжди {\displaystyle Rm=M} і єдиними підмодулями модуля {\displaystyle M} є  {\displaystyle \{0\}} і {\displaystyle M}, тобто він є простим {\displaystyle R}-модулем. 
Ця характеристика примітивних кілець є фактично альтернативною формою твердження теореми Джекобсона..

## Теорема Бернсайда
Прикладом застосування теореми Джекобсона є теорема Бернсайда.
- Нехай {\displaystyle G} — група і {\displaystyle \rho :G\rightarrow \mathrm {GL} (\mathbb {C} ^{n})} незвідне n-вимірне представлення цієї групи у векторному просторі над полем комплексних чисел (або довільним іншим алгебрично замкнутим полем). Тоді існують такі елементи {\displaystyle g_{1},\ldots ,g_{n^{2}}\in G}, що {\displaystyle \rho (g_{1}),\ldots ,\rho (g_{n^{2}})} є {\displaystyle \mathbb {C} }-лінійно незалежними. Інакше кажучи лінійною оболонкою образів представлення є простір всіх ендоморфізмів векторного простору.

Введемо групову алгебру {\displaystyle \mathbb {C} [G]} (тобто множину  {\displaystyle \mathbb {C} }-лінійних комбінацій з елементами групи {\displaystyle G} з очевидними означеннями суми і добутку) і продовжимо відображення {\displaystyle \rho } до гомоморфізму {\displaystyle \mathbb {C} }-алгебр {\displaystyle {\tilde {\rho }}:\mathbb {C} [G]\rightarrow \mathrm {End} _{\mathbb {C} }(\mathbb {C} ^{n})}. Позначимо {\displaystyle R={\tilde {\rho }}(\mathbb {C} [G])\subset \mathrm {End} _{\mathbb {C} }(\mathbb {C} ^{n})}. Тоді згідно означень {\displaystyle \mathbb {C} ^{n}} є точним і простим {\displaystyle R}-модулем. Тоді {\displaystyle D=\mathrm {End} _{R}(M)} є множиною лінійних операторів, що комутують з усіма елементами {\displaystyle R}, а отже із усіма елементами {\displaystyle \rho (G)}. Оскільки згідно умови представлення є незвідним, то згідно леми Шура {\displaystyle D} є множиною скалярних відображень і може бути ідентифікованим з {\displaystyle \mathbb {C} }. 
Згідно теореми Джекобсона таким чином {\displaystyle R=\mathrm {End} _{\mathbb {C} }(\mathbb {C} ^{n})}, тобто {\displaystyle R} є алгеброю всіх ендоморфізмів лінійного простору. Оскільки {\displaystyle R} є лінійною оболонкою образів представлення групи, то серед цих образів можна вибрати базис простору {\displaystyle \mathrm {End} _{\mathbb {C} }(\mathbb {C} ^{n})}.